# Снеговетровой поток
Снеговетровой поток (метелевый поток) — частный случай двухфазных потоков с твёрдой взвесью, когда несущей компонентой служит воздух, а взвесью — снежинки. Ветер с включениями снега отличается от чистого ветра, так как снежные частицы влияют на его турбулентность и скорость.

## Процессы
Взвешивание снежинок происходит в вихревом слое метели. Этот пограничный с поверхностью турбулентный слой обычно имеет толщину несколько мм, и только при очень сильных метелях достигает 10 см и более.
Само взвешивание снежинок в вихревом слое происходит за счёт перепада нормальных и касательных напряжений и ударов падающих частиц.
Подъёмная сила снеговетрового потока убывает по мере его насыщения снегом. Объёмная концентрация снега в снеговетровом потоке максимальна при насыщенной метели непосредственно над поверхностью снежного покрова, но даже при сверхсильных метелях в наиболее насыщенном приземном слое толщиной 2 см она не превышает 0,1, быстро убывая с высотой.
При больших скоростях снеговетрового потока видимость на уровне глаз падает до нескольких метров.
Направление снеговетрового потока меняется в зависимости от ветра.
В снеговетровом потоке метелевый снег измельчается вследствие механического разрушения и испарения снежинок. В результате метелевые частицы становятся однородными по размеру, чаще величиной 0,2-0,3 мм.
Потолок взвешивания снежинок, то есть высота, до которой поднимаются снежинки в снеговетровом потоке низовой метели, определяется их размерами, скоростью ветра, дефицитом влажности воздуха. Обычно он не превышает 1-3 м. Но на обширных безлесных пространствах или на поверхности полярных ледниковых покровов в метели развиваются такие мощные снежные вихри, что они возносят мелкие частицы снега на высоту 100—150 м. В некоторых районах Антарктиды подобные снежные метелевые клубы несутся к берегу на высотах до 200—300 м.

## Характеристики
Линию, проведённую на местности нормально к направлению снеговетрового потока, называют его фронтом.
Средняя скорость всех метелевых частиц по поперечному сечению снеговетрового потока называется групповой скоростью снежинок.
Для измерения твёрдого расхода снеговетрового потока и концентрации в нём снега используют метелемеры разных конструкций: механические улавливатели, фоторегистраторы, электрометрические, и т. д.
Этот расход, который иногда называют интенсивность переноса снега, равен массе снега, переносимого в единицу времени через единицу площади поверхности, перпендикулярной направлению снеговетрового потока. Он также равен произведению массовой концентрации снега в потоке на поступательную скорость частиц.
Интеграл твёрдого расхода снеговетрового потока по высоте до потолка взвешивания снежинок называют общим твёрдым расходом метели или полным расходом снега. Он равен общей массе снега, переносимой метелью через 1 м фронта снеговетрового потока вдоль поверхности земли в течение 1 секунды.
Иногда определяют снегоперенос в м³ снега, перемещённого за часть зимы или за всю зиму через метр фронта снеговетрового потока для всех направлений зимних метелевых ветров. Для ориентировочного расчёта объёмов снегопереноса применяют связь полного расхода со скоростью ветра, и ежегодные данные метеостанций по ветровому режиму. В результате получают многолетние ряды годовых объёмов снегопереноса и их статистические характеристики, которые используют при проектировании снегозащитных постоянных сооружений.